# Funaria serrata
Funaria serrata là một loài Rêu trong họ Funariaceae. Loài này được Brid. mô tả khoa học đầu tiên năm 1817.